# Lampoldshausen
Lampoldshausen is een deelgemeente van Hardthausen am Kocher in het oosten van de Landkreis Heilbronn in het noorden van Baden-Württemberg.

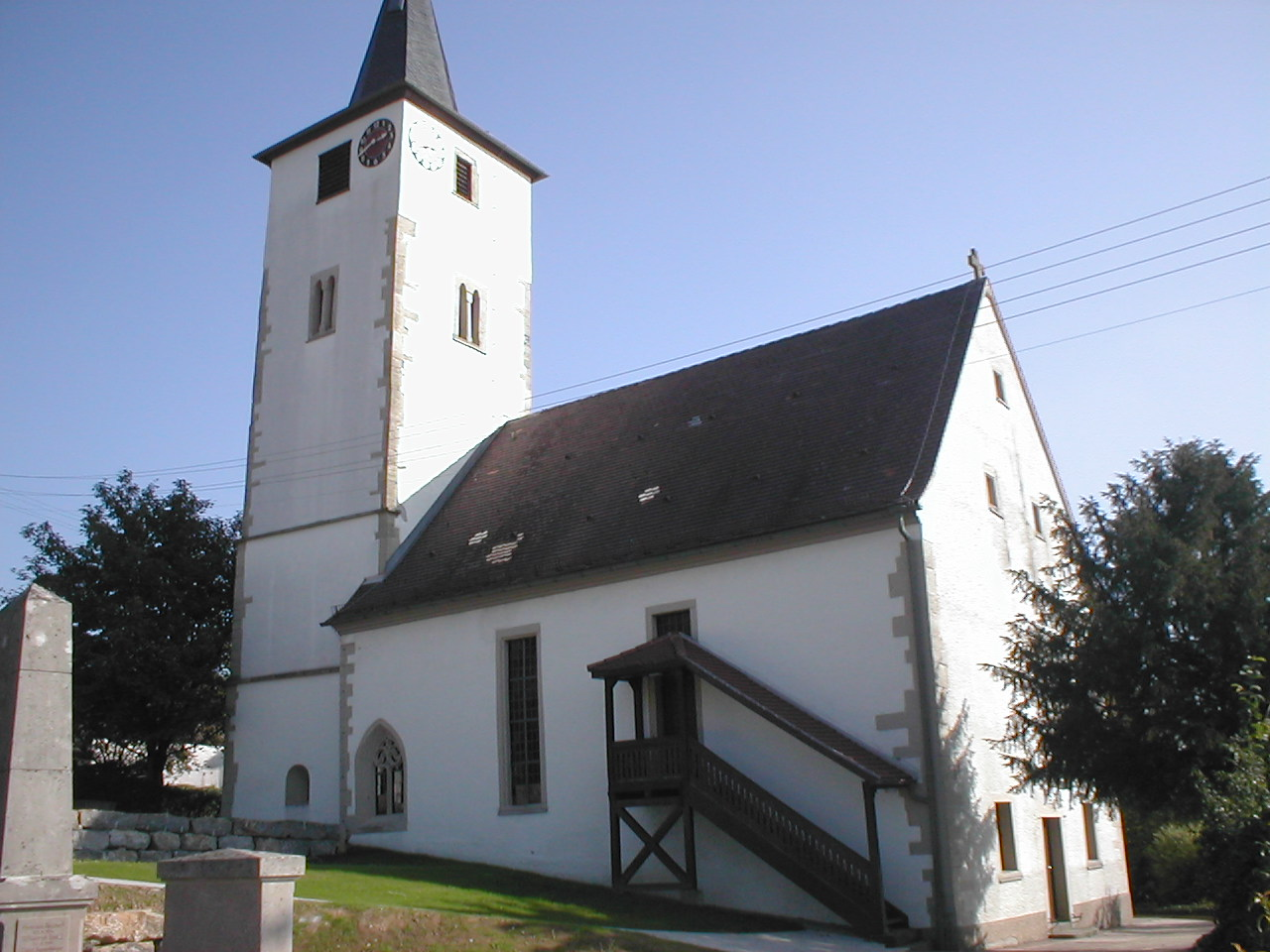
Nikolauskirche
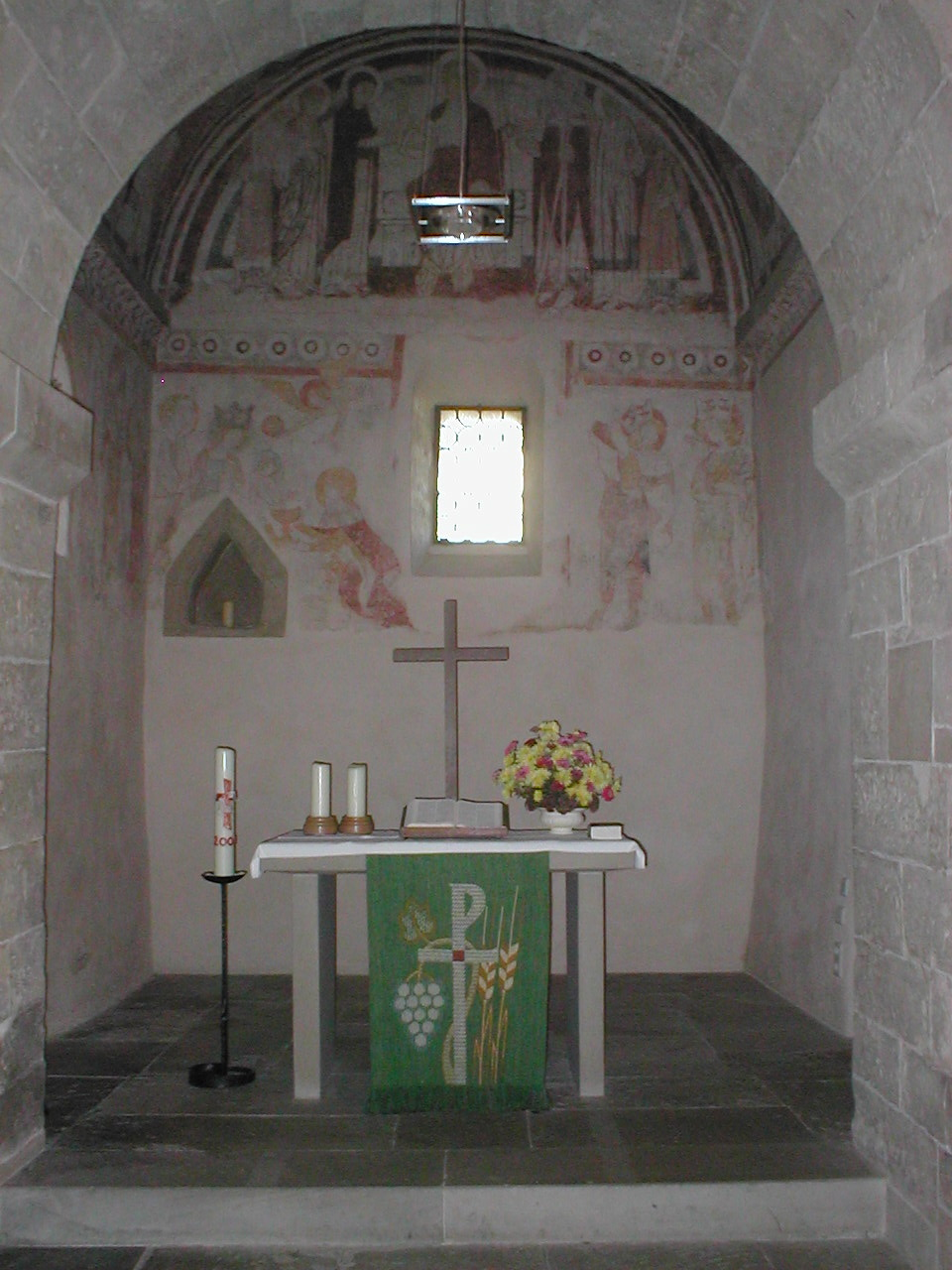
muurschilderingen in de kerk
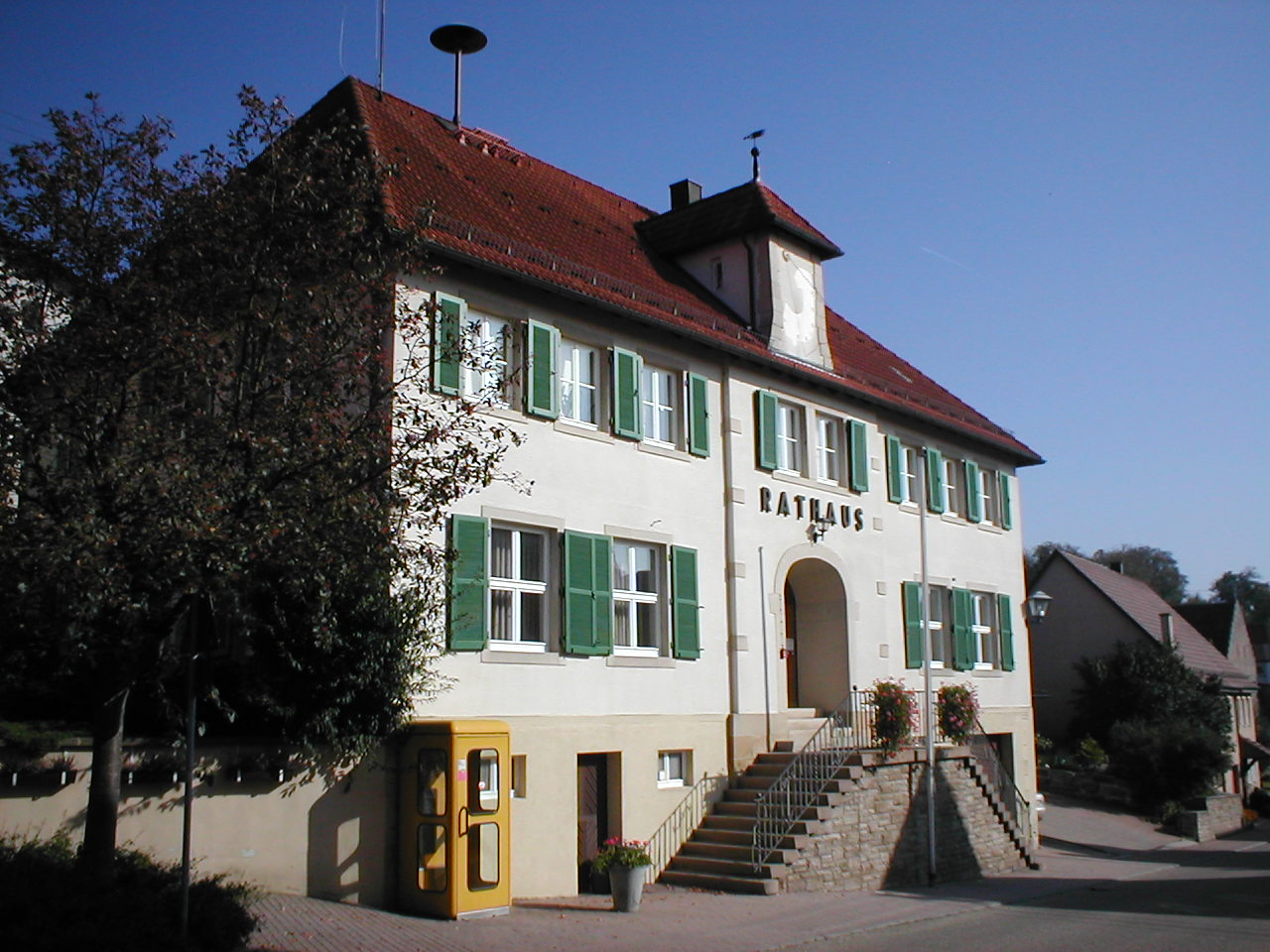
Rathaus
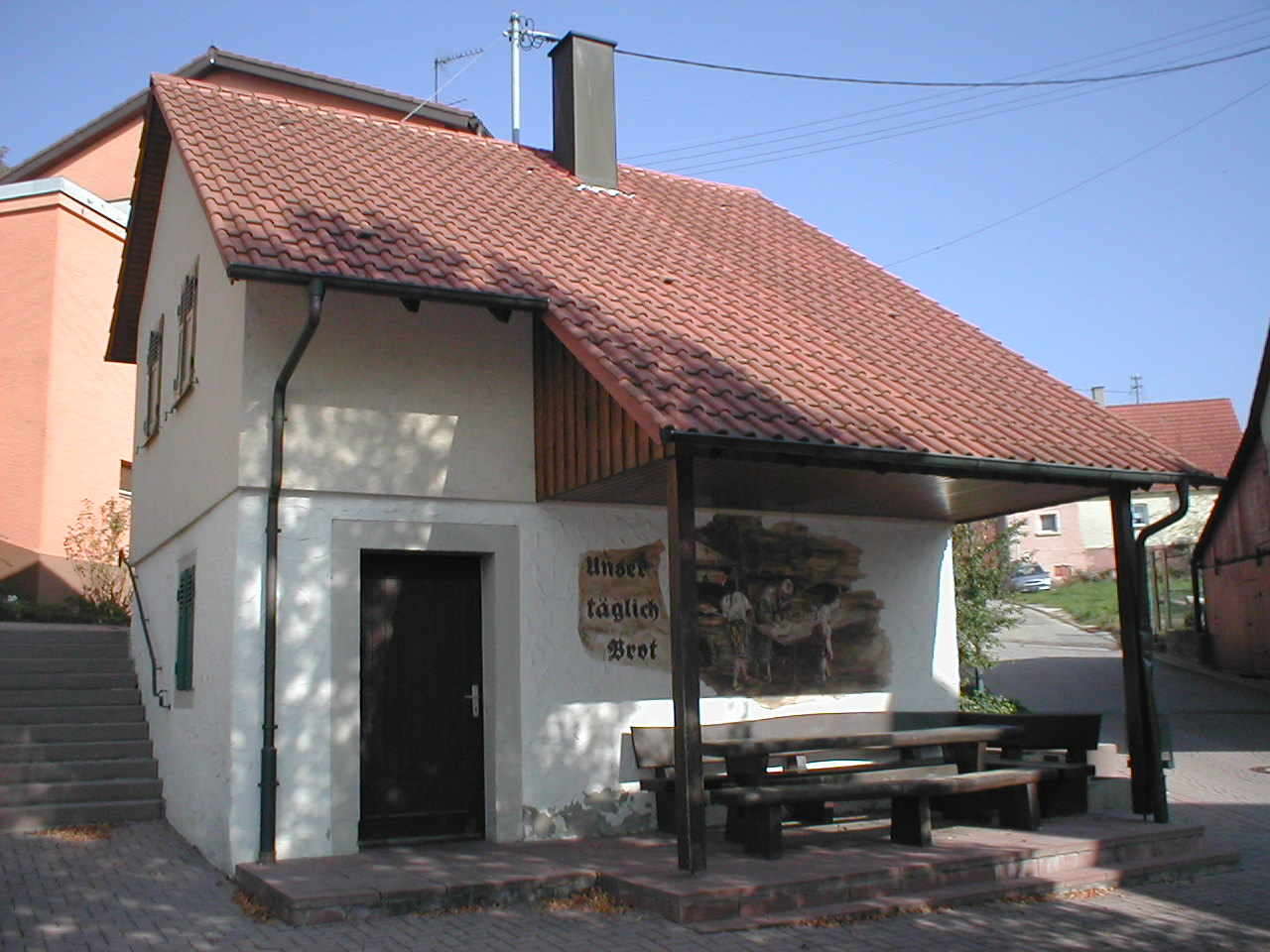
Backhaus

Aan het einde van de 11e eeuw was het dorp eigendom van de abdij Comburg. Op 1 januari 1975 werd Lampoldshausen onderdeel van de gemeente Hardthausen am Kocher, die op 1 januari 1974 zelf was ontstaan door de fusie van de toenmalige gemeenten Gochsen en Kochersteinsfeld.

## Europäisches Zentrum für Raumfahrtantriebe
In het Noorden van Lampoldshausen bevindt zich in het Harthäuser Wald sinds 1960 een grote testsite van de Deutsches Zentrum für Luft- und Raumfahrt (DLR) voor statische tests van raketmotoren, en in het bijzonder de motoren van de  Ariane-raketten. Op het terrein bevindt zich het kenniscentrum voor raketaandrijving van de ArianeGroup, die hier aandrijvingsmotoren voor satellieten ontwerpt, test en bouwt.
- Gemeinsame Normdatei: 4748118-3
- Virtual International Authority File: 240108068